# Avantarco
Un avantarco è una depressione nel fondale marino, collocata tra una zona di subduzione e un arco vulcanico ad essa associato. È tipicamente riempito da sedimenti provenienti dalle masse continentali e archi insulari adiacenti, oltre che da materiale intrappolato della crosta oceanica. I frammenti della crosta oceanica possono essere obdotti come ofioliti sul continente durante l'accrezione del terrane. Lo sviluppo nel tardo Cretaceo - primo Paleogene della California Central Valley, è un esempio di sviluppo dell'avantarco.